# Arturo Chaires Riso
Arturo Chaires Riso   (Guadalajara, 14 de març de 1937 - Guadalajara, 18 de juny de 2020) fou un futbolista mexicà.

## Selecció de Mèxic
Va formar part de l'equip mexicà a la Copa del Món de 1962.